# Antho
Antho is een geslacht van sponsdieren uit de klasse van de Demospongiae (gewone sponzen).

## Soorten
- Antho (Acarnia) arctica (Koltun, 1959)
- Antho (Acarnia) bakusi Sim & Lee, 1998
- Antho (Acarnia) circonflexa (Lévi, 1960)
- Antho (Acarnia) coriacea (Bowerbank, 1874)
- Antho (Acarnia) delaubenfelsi (Little, 1963)
- Antho (Acarnia) elegans (Ridley & Dendy, 1887)
- Antho (Acarnia) frondifera (Lamarck, 1814)
- Antho (Acarnia) illgi (Bakus, 1966)
- Antho (Acarnia) inconspicua (Desqueyroux, 1972)
- Antho (Acarnia) kellyae Samaai & Gibbons, 2005
- Antho (Acarnia) levii (Bergquist & Fromont, 1988)
- Antho (Acarnia) pellita Van Soest, Meesters & Becking, 2014
- Antho (Acarnia) penneyi (de Laubenfels, 1936)
- Antho (Acarnia) planoramosa (Koltun, 1962)
- Antho (Acarnia) prima (Brøndsted, 1924)
- Antho (Acarnia) ridleyi (Hentschel, 1912)
- Antho (Acarnia) signata (Topsent, 1904)
- Antho (Acarnia) simplicissima (Burton, 1932)
- Antho (Acarnia) spinulosa (Tanita, 1968)
- Antho (Antho) arcitenens (Topsent, 1892)
- Antho (Antho) atlantidae Van Soest, Beglinger & De Voogd, 2013
- Antho (Antho) barbadensis (van Soest, 1984)
- Antho (Antho) brondstedi Bergquist & Fromont, 1988
- Antho (Antho) burtoni (Lévi, 1952), dezelfde soort als Antho (Acarnia) burtoni
- Antho (Antho) dichotoma (Linnaeus, 1767)
- Antho (Antho) graceae (Bakus, 1966)
- Antho (Antho) granditoxa Picton & Goodwin, 2007
- Antho (Antho) heterospiculata (Brøndsted, 1924)
- Antho (Antho) inconstans (Topsent, 1925)
- Antho (Antho) involvens (Schmidt, 1864)
- Antho (Antho) mediterranea (Babiç, 1922)
- Antho (Antho) morisca (Schmidt, 1868), dezelfde soort als
- Antho (Antho) nuda Van Soest, Beglinger & De Voogd, 2013
- Antho (Antho) opuntioides (Lamarck, 1815)
- Antho (Antho) oxeifera (Ferrer-Hernandez, 1921)
- Antho (Antho) paradoxa (Babiç, 1922), dezelfde soort als Antho paradoxa
- Antho (Antho) paucispina Sarà & Siribelli, 1962
- Antho (Antho) tuberosa (Hentschel, 1911)
- Antho (Isopenectya) chartacea (Whitelegge, 1907)
- Antho (Isopenectya) primitiva (Burton, 1935)
- Antho (Isopenectya) punicea Hooper, 1996
- Antho (Isopenectya) saintvincenti Hooper, 1996
- Antho (Jia) brattegardi Van Soest & Stone, 1986
- Antho (Jia) jia (De Laubenfels, 1930)
- Antho (Jia) lithophoenix (De Laubenfels, 1927)
- Antho (Jia) galapagosensis Van Soest, Rützler & Sim, 2014
- Antho (Jia) lithisticola Van Soest, Rützler & Sim, 2014
- Antho (Jia) ramosa Van Soest, Rützler & Sim, 2014
- Antho (Jia) wunschorum Van Soest, Rützler & Sim, 2014
- Antho (Plocamia) anisotyla (Lévi, 1960)
- Antho (Plocamia) arbuscula (Burton, 1959)
- Antho (Plocamia) erecta (Ferrer-Hernandez, 1923)
- Antho (Plocamia) gymnazusa (Schmidt, 1870)
- Antho (Plocamia) hallezi (Topsent, 1904)
- Antho (Plocamia) karykina (De Laubenfels, 1927)
- Antho (Plocamia) karyoka (Dickinson, 1945)
- Antho (Plocamia) lambei (Burton, 1935)
- Antho (Plocamia) manaarensis (Carter, 1880)
- Antho (Plocamia) novizelanica (Ridley & Duncan, 1881)